# Malena (Argentina)
Malena es una comuna situada en el departamento Río Cuarto, provincia de Córdoba, Argentina.
Tiene 369 habitantes (Indec, 2022) y se encuentra situada a 40 km de la ciudad de Río Cuarto y a 255 de la ciudad de Córdoba. Es un pueblo típico, surgido a partir de la estación de ferrocarril, vecina a una ciudad importante, sobre un ramal que fue cerrado.
La principal actividad económica es la agricultura, aunque también se destaca fuertemente la apicultura, actividad iniciada por los alumnos de la escuela secundaria de la comuna.

## Geografía

### Población
Cuenta con 369 habitantes (Indec, 2022), lo que representa un equilibrio frente a los 268 habitantes (Indec, 2010) del censo anterior.

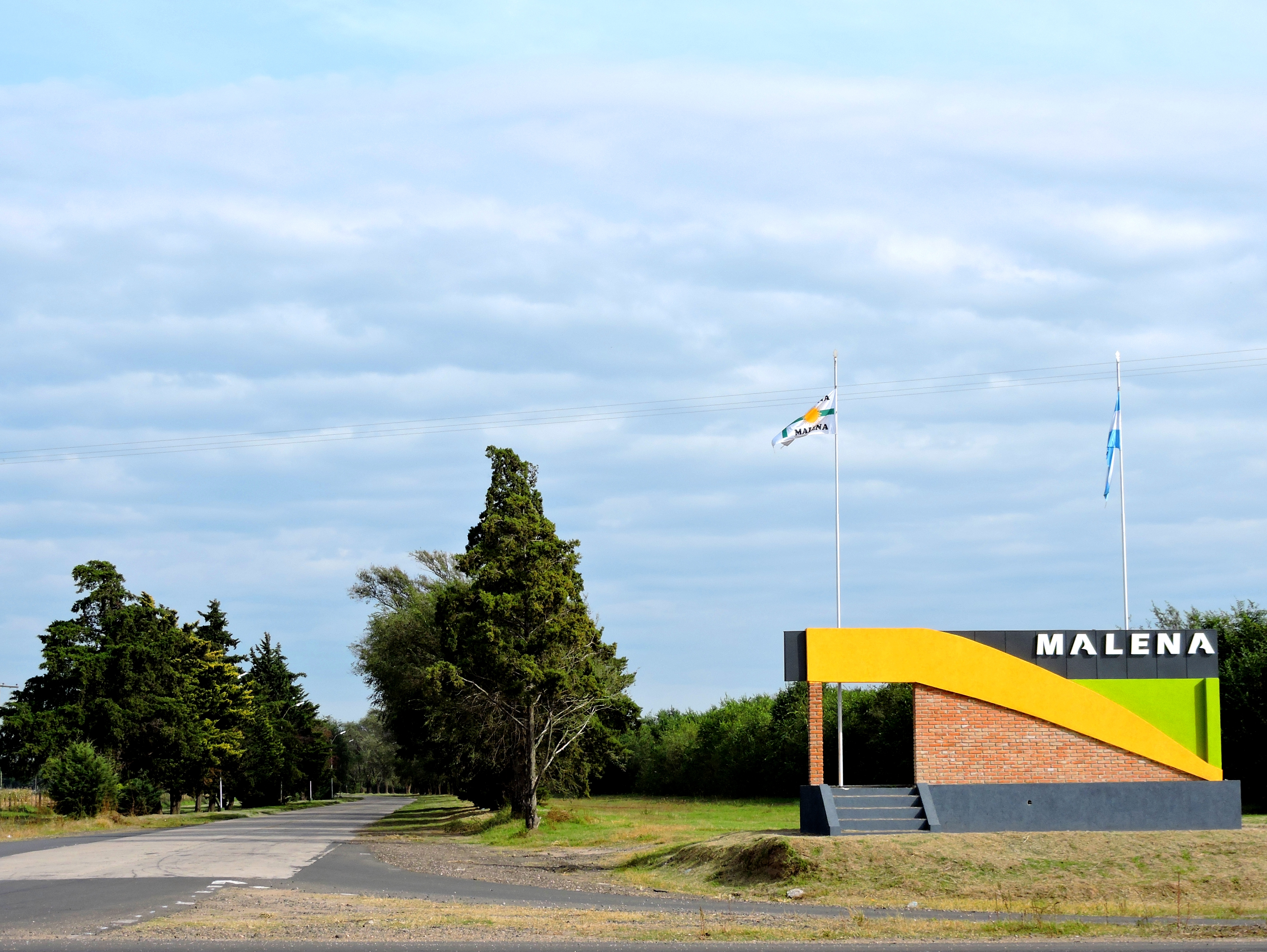
Ingreso a la localidad de Malena desde la Ruta 35

| Gráfica de evolución demográfica de Malena entre 1991 y 2022 |
|                                                              |
| Fuente: Censos nacionales del Indec                          |